# Нів Еліасі
Нів Еліасі (івр. ניב אליאסי, нар. 21 лютого 2002) — ізраїльський футболіст, воротар клубу «Хапоель» (Беер-Шева) та національної збірної Ізраїлю.
Володар Кубка Ізраїлю.

## Клубна кар'єра
Народився 21 лютого 2002 року. Вихованець юнацьких команд футбольних клубів «Хапоель» (Кфар-Сава), «Маккабі» (Нетанья), «Хапоель» (Рамат-га-Шарон), «Хапоель» (Беер-Шева).
У дорослому футболі дебютував 2023 року виступами за команду «та», в якій того року взяв участь в 11 матчах чемпіонату. 
До складу клубу «Хапоель» (Беер-Шева) приєднався 2023 року. Станом на 21 липня 2024 року відіграв за беер-шевську команду 47 матчів у національному чемпіонаті.

## Виступи за збірні
З 2023 року залучався до складу молодіжної збірної Ізраїлю. На молодіжному рівні зіграв у 7 офіційних матчах, пропустив 15 голів.
У 2025 році дебютував в офіційних матчах у складі національної збірної Ізраїлю.

## Титули і досягнення
- Володар Кубка Ізраїлю (1):

«Хапоель» (Беер-Шева): 2024-2025